# El Pujol (Rubió)
El Pujol és una muntanya de 812 metres de la Serra de Rubió, que es troba al municipi de Rubió, a la comarca de l'Anoia. El cim és el punt culminant de l'altiplà d'Els Plans de la Coma. És la tercera muntanya més alta de la Serra de Rubió, després de Les Tres Alzines.